# Смена привычки
«Смена привычки» (англ. Change of Habit) — музыкальный фильм-драма 1969 года с участием Элвиса Пресли и Мэри Тайлер Мур в главной роли. Это последний художественный фильм Элвиса Пресли. Фильм снят на киностудии «Universal Pictures». Премьера фильма состоялась 10 ноября 1969 года.
Слоган фильма: «Когда Король Рока встречает королеву комедии». (англ. When the King of Rock Meets the Queen of Comedy, Romance Rules.)

## Сюжет
Джон Карпентер (Пресли) работает доктором в своей собственной частной клинике, обслуживающей бедный район, известный своими частыми криминальными разборками. Три будущие монахини, готовящиеся принести свою последнюю присягу верности своему ордену, притворяясь миссионерами, помогают ему в этом. Когда Джон, не знавший о том, что всё это время его помощницами были монахини, влюбляется в одну из девушек и теперь его возлюбленная должна принять решение: жить замужней мирской жизнью или же не изменить своему монашескому долгу…

## В ролях
- Элвис Пресли — Доктор Джон Карпентер
- Мэри Тайлер Мур — Сестра Мишель Галлашер
- Барбара МакНейр — Сестра Ирен Ховкинс
- Джейн Эллиот — Сестра Барбара Беннетт
- Леора Дэна — Мать Джозеф
- Эдвард Аснер — Лейтенант Моретти
- Роберт Эмхардт — Банкир
- Режис Туми — Отец Гиббонс
- Доро Меранде — Роуз
- Рут МакДевитт — Лили
- Ричард Карлсон — Бишоп Финли
- Нефти Миллет — Джулио Фернандез
- Лаура Фигуроа — Дисири
- Лорена Кирк — Аманда
- Вирджиния Винсент — Мисс Паркер
- Дэвид Ренард — Колом
- Чи-Ту Кумбука — Хок
- Уильям Эллиотт — Робби
- Родольфо Хойос мл. — Мистер Фернандез

## Саундтрек

### Список композиций
1. «Let Us Pray» (аранжировка Элвиса Пресли)
2. «Change of Habit» (Бен Вейсман, Флоренс Кэй)
3. «Rubberneckin'» (Банни Воррен, Кори Джонс)
4. «Have a Happy» (Бен Вейсман, Долорас Фуллер, Флоренс Кэй)
5. «Let’s Be Friends» (Крис Арнольд, Дэвид Мартин, Гиоффри Морроу), (не использована в фильме)

### Состав музыкантов
- Элвис Пресли — вокал
- The Blossoms — бэк-вокалы
- Деннис Будимир, Майк Дизи, Говард Робертс, Роберт Бэйн — гитара
- Лайл Ритз, Макс Беннетт — бас-гитара
- Карл О’Брайн — барабаны
- Роджер Келлавей — фортепиано

Песня «Rubberneckin'» была записана на студии «American Sound Studios» в Мемфисе, штат Теннесси в январе 1969 года. Именно на этой звукозаписывающей студии, певец записал свои легендарные альбомы, выпущенные на закате 60-х годов: альбом-саундтрек телевизионного концерта «NBC-TV Spesial» и «From Elvis in Memphis». Остальные песни к фильму были записаны на студии «Decca Records» в городе Юнивёрсал, в Лос-Анджелесе, штат Калифорния 5 и 7 марта 1969 года. Лишь песня «Rubberneckin'» была выпущена синглом и её Б-сторона — песня «Don't Cry Daddy».
Песни «Change of Habit» и «Have a Happy» вошли в альбом-компиляцию 1970 года — Let's Be Friends. «Let Us Pray» вошла в альбом-компиляцию 1971 года — You’ll Never Walk Alone, включивший в себя песни в жанре госпел разных лет. Дополнительная песня, записанная для фильма, не была использована в картине, однако вошла альбом-компиляцию 1970 года — Let's Be Friends.
Песня «Rubberneckin'» — единственная песня из этого фильма, которую певец согласился исполнить на одном из своих концертов. К моменту съёмок фильма, певец уже вернулся к своей концертной деятельности, десятилетие назад принёсшей ему симпатию публики, и после долгого перерыва давал живые концерты. Некоторые источники, такие как «Элвис: Иллюстрированный Отчёт Роя Карра и Мика Фаррена» ошибочно причисляет песню «Let’s Forget About the Stars» к саундтреку фильма «Смена привычки». В действительности, эта песня является саундтреком к предыдущему фильму с участием актёра — «Чарро!». 

## Даты премьер
Даты приведены в соответствии с данными kinopoisk.ru.
- США — 10 ноября 1969
- Германия — 1 февраля 1985 (Премьера на ТВ)
- США — 30 июля 2002 (Премьера на DVD)
- Великобритания — 18 августа 2003 (Премьера на DVD)
- Франция — 18 июля 2007 (Премьера на DVD)

### Рецензии на фильм
- Рецензия Джэми Гиллис на сайте Apollo Movie Guide. (англ.)
- Рецензия Грэйми Кларк на сайте The Spinning Image (UK). (англ.)

### Рецензии на DVD
- Рецензия Марка Зиммера на сайте digitallyobsessed.com, 29 июля, 2002.
- Рецензия Эрика Профансика на сайте DVD Verdict, 5 сентября, 2002. (англ.)